# スロバキア航空
スロバキア航空（Slovenské aerolínie）は、かつてスロバキア・ブラチスラヴァ市を本拠地とした航空会社である。2005年にオーストリア航空傘下に入り、2007年に事業停止し倒産した。

## 概要
実業家・政治家で、のちにスロバキア共和国国民議会副議長を務めたヴィリアム・ヴェテシュカら民間投資家グループによって1995年6月24日に設立された。当初、機材を保有していなかったが、運輸郵政通信省は1996年12月19日、1年以内に航空事業を開始させることを条件に航空運送事業免許を交付。ロシアの対スロバキア債務償還の一環として引き渡されたツポレフTu-154M型機3機などを用い、1998年5月に運航を開始。その後、スロバキア政府が1999年7月30日、全株式を取得し特殊会社化した。
2002年以降、ボーイング737やボーイング767などを導入。定期路線のブラチスラヴァ-モスクワ・シェレメーチエヴォ線、ブラチスラヴァ-ブリュッセル線を運航したほか、ブラチスラヴァおよびコシツェ発着でロシア、スペイン、キプロス、トルコ、ギリシャ、ブルガリア、チュニジア、イタリアへのチャーター便を運航。このほかウェット・リース事業も行った。
国有会社や特殊会社の民営化政策にともない、スロバキア政府は2005年1月、オーストリア航空が設立したSLL有限責任会社（SLL s.r.o.）に株式の62%を売却し、事実上オーストリア航空の傘下に入った。しかしまもなく巨額の簿外債務が発覚したため、オーストリア航空は保有機のうち2機を引き揚げるとともに、スロバキア政府に対し1億7100万スロバキアコルナの賠償を求めて欧州委員会に訴えたが、和解することができず、スロバキア航空は2007年1月30日に運航を停止。2007年3月2日に破産申請を行い倒産した。従業員の80%はトレンチーンに本社を置くチャーター便専門会社のシーグル・エアーが引き継いだものの、同社も2009年10月23日に経営破綻した。

## 就航都市
（2006年夏季現在）

### 定期便
| 発着地             | 目的地                                     |
| ------------------ | ------------------------------------------ |
| ブラチスラヴァ空港 | ブリュッセル、モスクワ・シェレメーチエヴォ |

### チャーター便
| 発着地             | 目的地 |
| ------------------ | --- |
| ブラチスラヴァ空港 | ブルガス、ラルナカ、フルガダ、シャルム・エル・シェイク、イラクリオン、ハニア、カルパトス島、ケルキラ島、コス島、ロドス島、テッサロニキ、アカバ、ティヴァト、パルマ・デ・マヨルカ、モナスティル、アンタルヤ、ダラマン |
| コシツェ空港       | ブルガス、フルガダ、イラクリオン、ハニア、ケルキラ島、コス島、ロードス島、テッサロニキ、ティヴァト、アンタルヤ |

## 保有機材

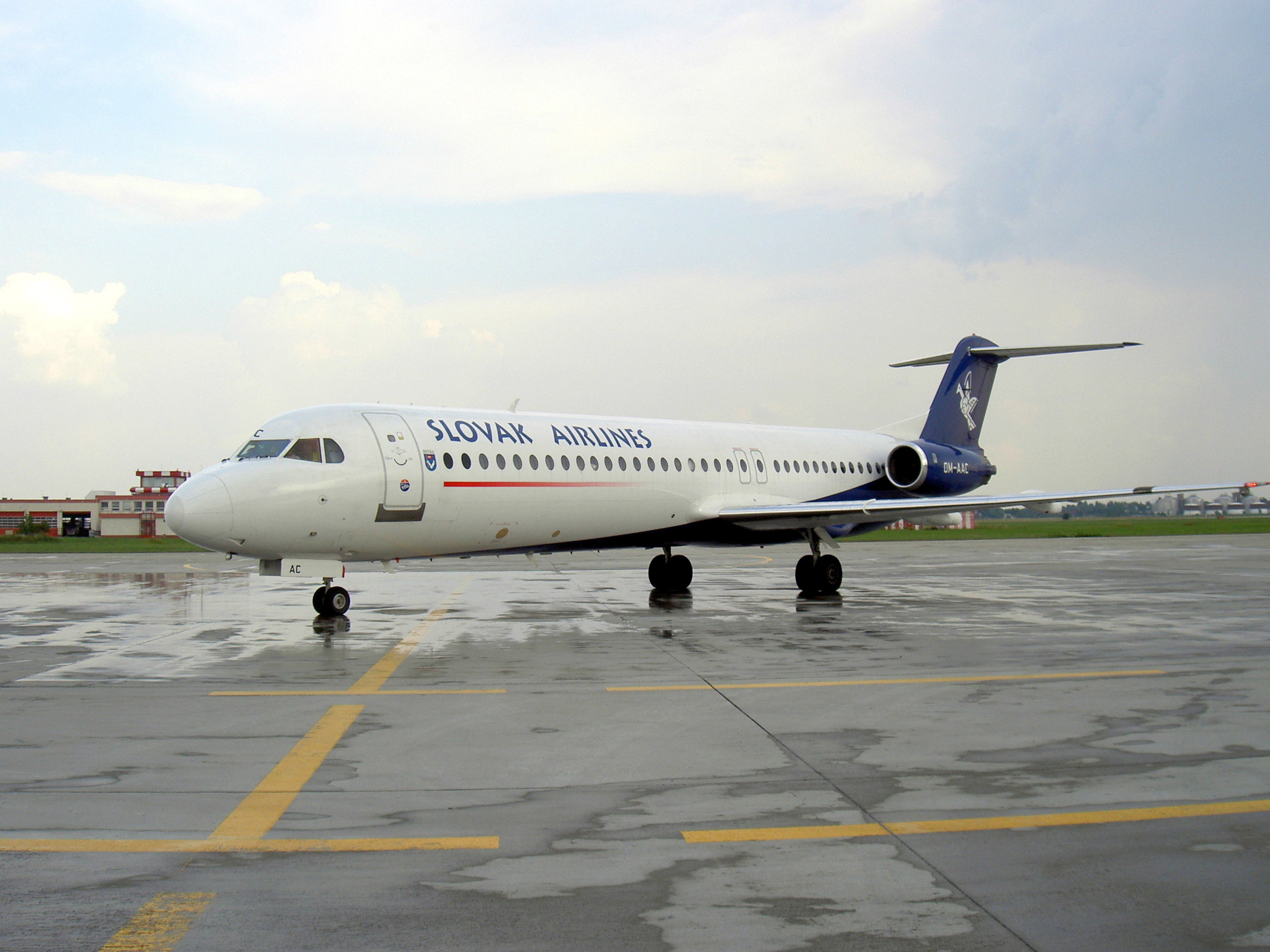
オーストリア航空傘下に入った2005年に導入したフォッカー100

### ツポレフTu-154M
| 機体記号 | 愛称     | 座席数 | 運用期間        |
| -------- | -------- | ------ | --------------- |
| OM-AAA   | プーホフ | 147    | 1998年 - 2003年 |
| OM-AAB   | ゲルラフ | 157    | 1998年 - 2003年 |
| OM-AAC   | デトヴァ | 157    | 1998年 - 2003年 |

### サーブ340A
| 機体記号 | 愛称 | 座席数 | 運用期間        |
| -------- | ---- | ------ | --------------- |
| OM-BAA   | -    | 34     | 1998年 - 2000年 |

### ボーイング737-300
| 機体記号 | 愛称     | 座席数 | 運用期間        |
| -------- | -------- | ------ | --------------- |
| OM-AAA   | -        | 148    | 2004年          |
| OM-AAD   | コシツェ | 148    | 2002年 - 2007年 |
| OM-AAE   | -        | 148    | 2005年 - 2007年 |

### ボーイング767-200ER
| 機体記号 | 愛称 | 座席数 | 運用期間        |
| -------- | ---- | ------ | --------------- |
| OM-NSH   | -    | 215    | 2004年 - 2005年 |

### フォッカー100
| 機体記号 | 愛称   | 座席数 | 運用期間        |
| -------- | ------ | ------ | --------------- |
| OE-LVG   | -      | 105    | 2005年          |
| OM-AAC   | ニトラ | 97     | 2005年 - 2007年 |